# 奇獭蛤
奇獭蛤（学名：Lutraria impar），是帘蛤目马珂蛤科獭蛤属的一种。主要分布于中国大陆，常栖息在潮下带至40米。